# Bless 'Em All
"Bless 'Em All" även känd som "The Long And The Short And The Tall" och "Fuck 'Em All", är en krigssång. Texten krediteras Fred Godfrey, som år 1917 ska ha skrivit den till musik komponerad av Robert Kewley. Sången spelades in för första gången av George Formby 1940.
Även om låten är krediterad Fred Godfrey som sade sig ha skrivit den under sin tjänstgöring under det första världskriget är det oklart om han faktiskt skrev texten. En version av låten med titeln Fuck 'Em All var en populär protestsång bland flygare som tjänstgjorde vid Indiens nordvästra gräns under 1920-talet och kan därmed även härstamma därifrån. Sången blev senare populär bland brittiska och samväldets trupper under andra världskriget och med viss ändring av texten blev den en patriotisk sång som framfördes av sångare som Gracie Fields, Vera Lynn, George Formby och Bing Crosby. 
Textraden "You'll get no promotion this side of the ocean" kan åsyfta soldatens syn på att skickas till en stridsfront på andra sidan av ett hav - förmodligen Atlanten. Detta skulle kunna peka på ett amerikanskt ursprung av sången snarare än ett brittiskt, även om det inte finns några klara bevis för detta. Men om det brittisk-indiska ursprunget stämmer, är det mer sannolikt att det rör sig om Indiska oceanen - även om Engelska kanalen skulle tjäna sångens syfte lika väl.

## Utdrag ur texten
| ” | Bless 'em all, Bless 'em all. The long and the short and the tall, Bless all those Sergeants and WO1's, Bless all those Corporals and their blinkin' sons, Cos' we're saying goodbye to 'em all. And back to their Billets they crawl, You'll get no promotion this side of the ocean, So cheer up my lads bless 'em all. | „ |

## Inom populärkulturen
- Sången sjungs av karaktärerna i krigsfilmen Stormfåglar, med James Cagney i huvudrollen, från 1942.
- "Bless 'Em All" sjungs av piloterna i den polska brigaden i RAF i komedifilmen Att vara eller icke vara (1942).
- I filmen Rymdens erövrare från 1950 med Humphrey Bogart spelas sången flera gånger.